# 胡戈·博斯

胡戈·博斯

胡戈·斐迪南·博斯（Hugo Ferdinand Boss ，1885年7月8日—1948年8月9日） 是一位德国商人，很早就加入了纳粹党。他是时尚公司雨果博斯的创始人。
1931年起，博斯开始积极参与纳粹党活动，一直持续至納粹德國投降为止。他的服装公司也利用过从德占外国领土以及战俘营掳来的劳动力，奴役他们来制造党卫队制服，后期也为德意志國防軍制造过军装。
第二次世界大战后，去纳粹化执行方将博斯定性为纳粹主义的“活动者、支持者、受益者”，博斯因此接受高额罚款，被剥夺选举权以及经商资格。
1948年8月9日，博斯在同盟國軍事佔領下的德國的符騰堡-霍亨索倫因牙齿脓肿而死，终年63岁。